# Гиггенбах
Гиггенбах — подводный вулкан, расположенный в Тихом океане к северу-западу от вулкана Маколей в 800 км к северо-востоку от Новой Зеландии, в районе островов Кермадек, высшая точка которого находится на глубине 65 метров. Назван в честь геохимика Вернера Гиггенбаха (англ. Werner Giggenbach). Максимальные глубины достигают 1600 метров.
Сложен базальтами и дацитами. Находится в 700-метровой каледере, которую венчает вулканический конус. Вулкан окружают вулканические холмы, состоящие из андезитов и дацитов. Поверхность в данном районе покрыта пемзой. В вершинном кратере вулкана развита гидротермальная активность. В районе активности вулкана найдены различные кремнивые породы и пириты. На почвах вулкана довольно толстый слой пепла — это указывает на то, что в прошлом вулкан активно извергался. Район вулкана уникален биологической средой, которая произрастает при температурах 70 - 110 °C. Также данная местность богата фауной: ежами, акулами, мягкими кораллами (англ. Soft corals), ментициррусами, морскими окунями, водорослевыми матами (англ. Algal mat), мидиями, крабами.

## Галерея

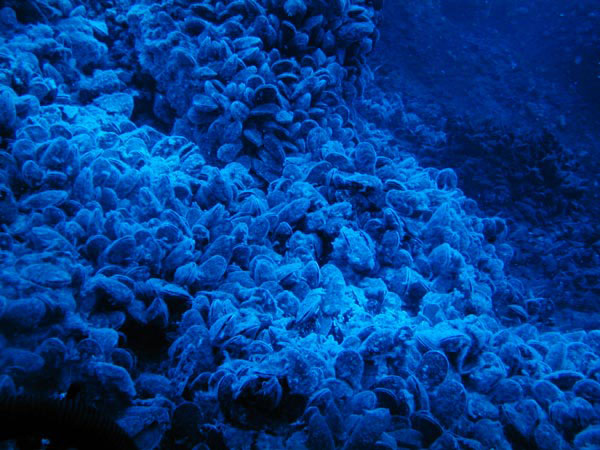
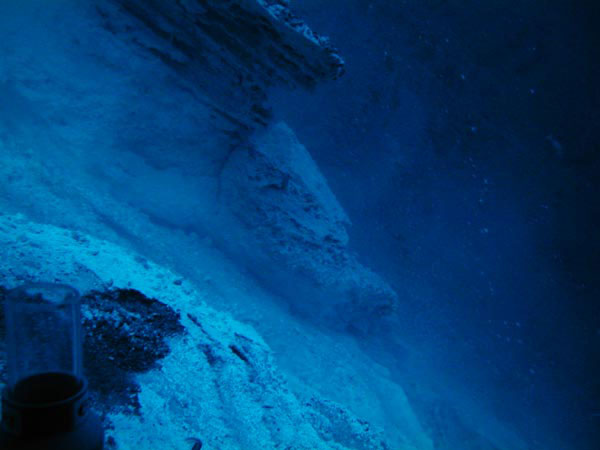
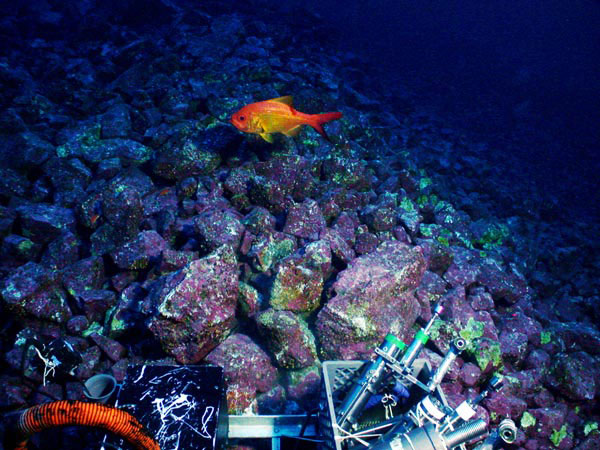
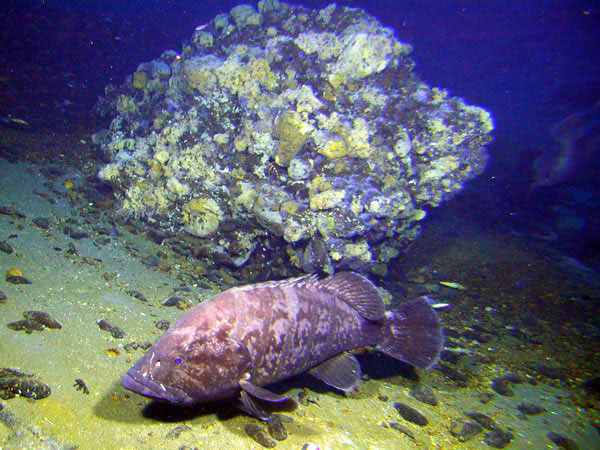
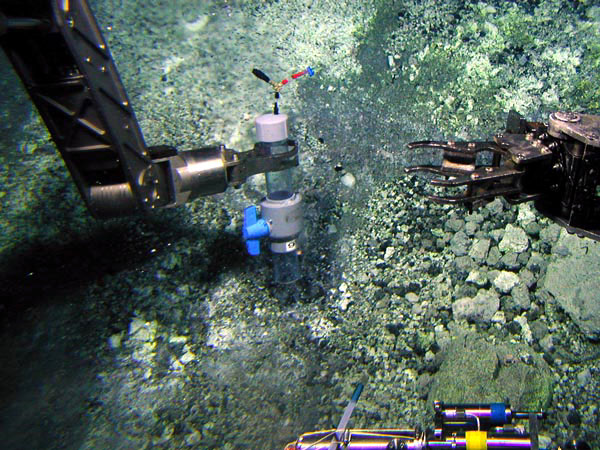
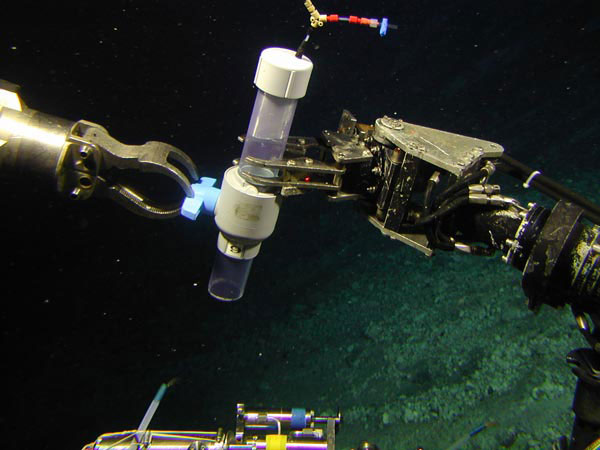
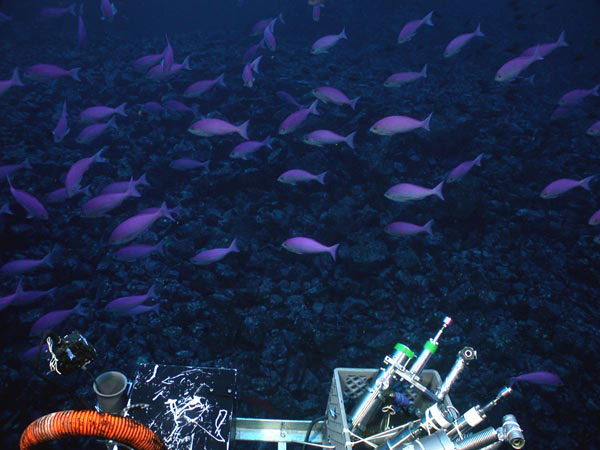
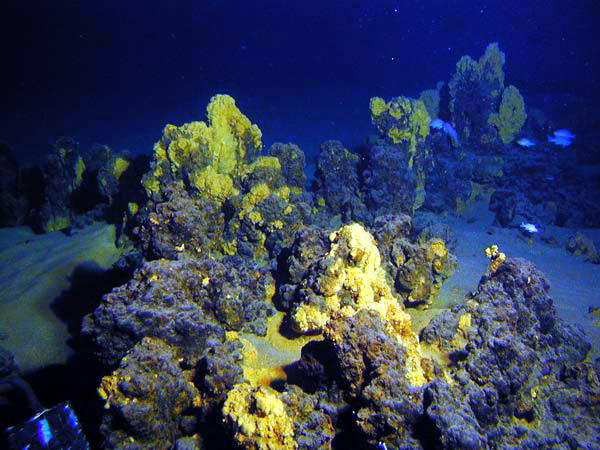